# 陳珮騏
陳珮騏（1977年8月27日—），台灣女演員。

## 演藝生涯
1992年，陳珮騏以模特兒身份出道，2004年進入演藝圈。以出演《真情滿天下》一劇而獲知名度，後因多次於戲劇作品中飾演強勢的女性角色而有「台灣恰查某（台語）之光」、「女戰神」之稱，亦有「台劇女神」或「戲劇女神」稱號。具戲劇代表作，2014年在新浪微博舉辦的「最受歡迎的台灣戲劇女演員」獲得票選第二名，並與李亮瑾共同獲得「最受歡迎台灣戲劇螢幕情侶」第一名。

## 個人生活
童年時，陳珮騏的媽媽離家出走；爸爸在她8歲時毒癮發作而亡。陳珮騏於18歲時第一次罹患憂鬱症，她求助於生命線的幫助。她相當慶幸，當時她勇敢求助，學會了撒嬌跟勇敢說愛。在三次會談過程中，她遇到祖母病危，「奶奶成為我第一個說我愛你的對象」，她不斷地告訴奶奶有多愛她。陳珮騏現在回想起來，很慶幸自己走過憂鬱症歷程，讓她學會表達愛，沒留下遺憾。
陳珮騏私底下熱心關懷流浪動物，也不時舉辦公益活動。在寵物狗Gigi過世之後，陳珮騏投身動物保護，從2014年開始陸續加入救援送養的行列。除了原本養的Mina，後她再領養兩隻馬爾濟斯Phoebe和Yumiko。

## 電視劇
| 年份   | 劇名                 | 角色               |
| 2005年 | 《好美麗診所》       | 賈欣欣             |
| 2005年 | 《魔蠍》             | 江雪               |
| 2005年 | 《好美麗診所嘿哈》   | 賈欣欣             |
| 2006年 | 《驚異傳奇》命運懷錶 | 安琪               |
| 2006年 | 《寶島少女成功記》   | 林柏玲             |
| 2006年 | 《極道學園》         | 卡特麗亞           |
| 2006年 | 《深情密碼》         | 徐莉               |
| 2007年 | 《轉角＊遇到愛》     | 溫碧珠             |
| 2007年 | 《換換愛》           | 林美慧             |
| 2008年 | 《命中注定我愛你》   | 江瑪莉             |
| 2008年 | 《真情滿天下》       | 羅安安陳安安       |
| 2009年 | 《天下父母心》       | 陳志玲             |
| 2010年 | 《我的尪我的某》     | 葉慧玲             |
| 2010年 | 《家和萬事興》       | 林艾琳             |
| 2011年 | 《牽手》             | 江美美             |
| 2013年 | 《世間情》           | 江曉婷             |
| 2014年 | 《美妙的奇遇情緣》   | 余宛棠             |
| 2015年 | 《珍珠人生》         | 陸華明             |
| 2015年 | 《甘味人生》         | 江茜茜潘茜茜       |
| 2016年 | 《X情人- 外送情人》  | 雅玟               |
| 2017年 | 《稍息立正我愛你》   | 周楚紅             |
| 2017年 | 《通靈少女》         | 李蕙蘭             |
| 2017年 | 《一家人》           | 葉曉夏             |
| 2018年 | 《金家好媳婦》       | 許月嬌陳月嬌       |
| 2019年 | 《炮仔聲》           | 賈曼玉             |
| 2020年 | 《姊妹們追吧》       | 何莉莉             |
| 2020年 | 《金愛演真探團》     | 芳姐               |
| 2021年 | 《天之驕女》         | 彭文雪方文雪織田雪 |
| 2021年 | 《無神之地不下雨》   | 珊瑚之神           |
| 2022年 | 《婚姻結業式》       | 馬淑真             |
| 2023年 | 《天道》             | 萬靜玉吳靜玉       |
| 2025年 | 《百味人生》         | 蕭紅雪             |

## 電影
| 年份     | 片名                                 | 飾演角色     | 導演     |
| 上映電影 |                                      |              |          |
| 2013年   | 《小時代》                           | Doris        | 郭敬明   |
| 2017年   | 《報告老師！怪怪怪怪物！》           | 李佩芬       | 九把刀   |
| 2017年   | 《血觀音》                           | 張特助       | 楊雅喆   |
| 2018年   | 《有五個姊姊的我就註定要單身了啊！》 | 東實高中老師 | 蘇文聖   |
| 2024年   | 《默殺：無聲之地》                   | 鍾曉晴母親   | 柯汶利   |
| 電視電影 |                                      |              |          |
| 2017年   | 《冥中注定我愛你》                   | 陳師姐       | 許立達   |
| 2018年   | 《噬膽72》                           | 林秀琴       | 北村豐晴 |

## 舞台劇
| 首場       | 劇名                                   | 劇團         | 飾演       | 導演 |
| 2015-01-23 | 《眼球先生夜總會- 雲淡風輕之人皮燈籠》 | 外表坊時驗團 | 台妹漏電機 |      |

## 音樂錄影帶
- 2004年《毀類》: 收錄於張宇<不甘寂寞>專輯

## 外部連結
- 陳珮騏打氣團的Facebook專頁
- 陳珮騏的新浪微博
- 陳珮騏的Instagram帳戶
- YouTube上的陳珮騏頻道
- 陳珮騏在互联网电影资料库（IMDb）上的資料（英文）
- 陳珮騏在香港影庫上的簡介
- 陳珮騏在豆瓣上的资料（简体中文）
- 陳珮騏在时光网上的簡介（简体中文）
- 陳珮騏在时光网上的簡介（简体中文）
- 陳珮騏在台灣電影網上的資料（繁體中文）